# Hirayama (cráter)

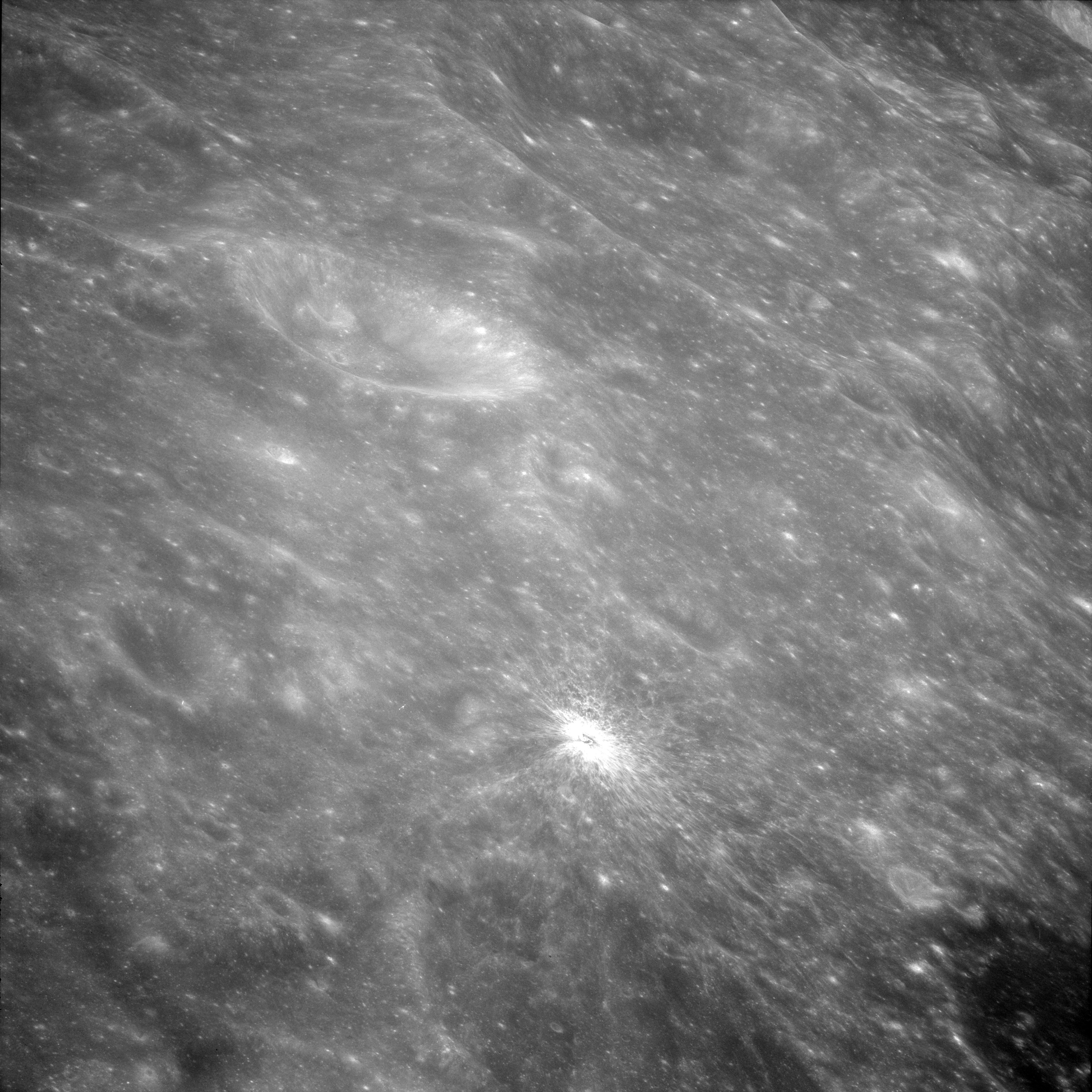
Cráteres Hirayama Q y T. Fotografía de la misión Apolo 11.

Hirayama es un gran cráter de impacto situado en la cara oculta de la Luna, justo más allá de la extremidad oriental. Esta región de la superficie lunar es a veces visible desde la Tierra durante períodos de libración favorable, aunque se observa mucho mejor desde naves en órbita. Se halla en el lado sureste del Mare Smythii, al noreste del cráter Brunner. Al noreste de Hirayama aparece el cráter Wyld.
|  |

Se trata de un cráter desgastado y erosionado con múltiples impactos que se superponen al borde exterior y al suelo interior. Hirayama K interrumpe el brocal hacia el sureste, e Hirayama C se inserta sobre el borde en su lado noreste. A lo largo del borde exterior suroeste aparece Hirayama Q. El pequeño Hirayama T está situado junto a la pared interior occidental, con Hirayama S tangente por su lado este. El cráter Hirayama Y es adyacente a la pared interna norte de Hirayama y cubre una parte significativa de la plataforma interior norte. Varios cráteres más pequeños aparecen sobre el suelo, incluyendo a Hirayama N en el sur. En general, el suelo forma una superficie relativamente plana dentro de la pared interior.

## Cráteres satélite
Por convención estos elementos se identifican en los mapas lunares colocando la letra en el lado del punto medio del cráter que está más cercano a Hirayama.
|          | \| Hirayama \| Coordenadas \| Diámetro \| \| -------- \| --------------------------- \| -------- \| \| C \| 4°12′S 95°24′E / -4.2, 95.4 \| 23 km \| \| F \| 5°48′S 97°12′E / -5.8, 97.2 \| 35 km \| \| G \| 6°24′S 96°48′E / -6.4, 96.8 \| 18 km \| \| K \| 8°18′S 94°54′E / -8.3, 94.9 \| 39 km \| \| L \| 9°24′S 94°24′E / -9.4, 94.4 \| 24 km \| \| M \| 9°12′S 93°30′E / -9.2, 93.5 \| 29 km \| \| N \| 7°12′S 93°36′E / -7.2, 93.6 \| 17 km \| \| Q \| 8°00′S 91°18′E / -8.0, 91.3 \| 40 km \| \| S \| 6°30′S 92°18′E / -6.5, 92.3 \| 29 km \| \| T \| 6°24′S 91°30′E / -6.4, 91.5 \| 18 km \| \| Y \| 4°30′S 93°12′E / -4.5, 93.2 \| 50 km \| |          |
| Hirayama | Coordenadas | Diámetro |
| C        | 4°12′S 95°24′E / -4.2, 95.4 | 23 km    |
| F        | 5°48′S 97°12′E / -5.8, 97.2 | 35 km    |
| G        | 6°24′S 96°48′E / -6.4, 96.8 | 18 km    |
| K        | 8°18′S 94°54′E / -8.3, 94.9 | 39 km    |
| L        | 9°24′S 94°24′E / -9.4, 94.4 | 24 km    |
| M        | 9°12′S 93°30′E / -9.2, 93.5 | 29 km    |
| N        | 7°12′S 93°36′E / -7.2, 93.6 | 17 km    |
| Q        | 8°00′S 91°18′E / -8.0, 91.3 | 40 km    |
| S        | 6°30′S 92°18′E / -6.5, 92.3 | 29 km    |
| T        | 6°24′S 91°30′E / -6.4, 91.5 | 18 km    |
| Y        | 4°30′S 93°12′E / -4.5, 93.2 | 50 km    |